# Дедёшино (городской округ Истра)
Дедёшино — деревня в Букарёвском сельском поселении Истринского района Московской области. Население — 73 чел. (2010). С Истрой связан автобусным сообщением (автобус № 36)
Дедёшино расположено в 13 км к западу от райцентра Истра, на левом берегу реки Маглуши, у места впдения небольшого притока Крутицы.
Название деревни происходит от фамилии землевладельцев XVI века, какак Дедишино, обозначено на карте Шуберта 1860 года.

## Население
| 2002 | 2006 | 2010 |
| ---- | ---- | ---- |
| 13   | ↗21  | ↗73  |